# Mirosława Sarna
Mirosława Sarna (Polonia, 8 de junio de 1942) fue una atleta polaca especializada en la prueba de salto de longitud, en la que consiguió ser campeona europea en 1969.

## Carrera deportiva
En el Campeonato Europeo de Atletismo de 1969 ganó la medalla de oro en el salto de longitud, con un salto de 6.49 metros, superando a la rumana Viorica Viscopoleanu (plata con 6.45 m) y a la noruega Berit Berthelsen (bronce con 6.44 metros).